# Pavetta kedahica
Pavetta kedahica är en måreväxtart som beskrevs av Cornelis Eliza Bertus Bremekamp. Pavetta kedahica ingår i släktet Pavetta och familjen måreväxter. Inga underarter finns listade i Catalogue of Life.